# Kotlina Broumovska
Kotlina Broumovska (cz. Broumovská kotlina) – kotlina w Sudetach Środkowych w Obniżeniu Ścinawki w Czechach. Stanowi fragmenty Broumovskiej vrchoviny. Jest częścią Meziměstské vrchoviny – jednostki geomorfologicznej należącej do Broumovské vrchoviny.

## Lokalizacja
Kotlina Broumovska położona jest całkowicie na terenie Czech. Stanowi środkową część Obniżenia Ścinawki. Górna część z miastem Mieroszów oraz dolna z Tłumaczowem, Radkowem, Ścinawką Górną, Średnią, Dolną i Wambierzycami znajdują się w granicach Polski. Od północno-wschodniej strony kotlinę ograniczają Góry Suche (czes. Javori hory), a od południowo-zachodniej Góry Stołowe i Broumovské stěny.

## Opis
Jest to rozległa kotlina śródgórska mająca kształt wydłużonego owalu zorientowanego wzdłuż Gór Stołowych (NW–SE). Powstała na wychodniach iłowcowych i piaskowcowych skał górnopermskich (cechsztyńskich), a także dolnotriasowych niecki środkowosudeckiej. Północno-zachodnia część kotliny (w rejonie Meziměstí) jest pagórkowata, a południowo-wschodnia (okolice Broumova) tworzy szerokie obniżenie, przecięte doliną Ścinawki (cz. Stěnava).

## Krajobraz
Krajobraz Kotliny uwarunkowany jest budową i długą przeszłością geologiczną, przedstawia krajobraz wyżyn. Najwyższe wzniesienia nie przekraczają 600 m n.p.m. Cały obszar jest pagórkowaty, pofałdowany, łagodnie poprzecinany w kierunku północno-wschodnim korytami rzek. Poza nielicznymi wzniesieniami słabo porośnięty lasem.
Jest to teren średnio zaludniony, większość obszaru zajmują pola uprawne i łąki. Poza nielicznymi wzniesieniami obszar słabo porośnięty lasem. Krajobraz przeobrażony, ale w nieznacznym stopniu zurbanizowany.

## Klimat
Położenie fizycznogeograficzne regionu oraz masywy gór otaczających kotlinę sprawiają, że nad obszarem ścierają się różnorodne masy powietrzne, wpływające na kształtowanie się typów pogody i zjawisk atmosferycznych tego mezoregionu. Klimat jest umiarkowany, przejściowy, ciepły charakteryzujący się zmiennym stanem pogody. Pory roku są łatwo rozpoznawalne i wyznaczane przez przebieg temperatury: ciepła i wilgotna wiosna, ciepłe i często suche lato, chłodna i wilgotna jesień oraz zima z niewielkimi opadami śniegu. Zachmurzenie: średnie występuje w okresie jesienno-zimowym, najmniejsze w lecie. Opadom często towarzyszą gwałtowne burze z wyładowaniami.

## Wody
Kotlina Broumovska należy do dorzecza Odry. Największą rzeką kotliny jest Ścinawka, lewostronny dopływ Nysy Kłodzkiej. Głównymi dopływami Ścinawki odwadniającymi kotlinę są: Křynický potok, Martínkovický potok, Božanowský potok, Černý potok, Šonovský potok.

## Miejscowości
W centralnej części kotliny leży Broumov. Ponadto w kotlinie leży jeszcze Meziměstí, Jetřichov, Hejtmánkovice, Heřmánkovice, Křinice, Březova, Vernéřovice, Hynčice, Starostin i Otovice leżące nieopodal Tłumaczowa.